# Psilòfites
Psilophytopsida actualment és una classe obsoleta de falgueres que conté un ordre, el de les Psilophytales, el qual prèviament es va usar per classificar un gran nombre de plantes extintes ara ubicades a altres llocs. Aquesta classe es va establir l'any 1917, sota el nom de Psilophyta, amb només tres gèneres (Rhynia, Horneophyton i Psilophyton)
per a un grup de plantes fòssils del Silurià i Devonià sense arrels ni fulles veritables, però amb un sistema vascular amb una tija d'embrancament circular.
Les falgueres actuals Psilotaceae, de vegades s'afegien a aquesta classe, la qual aleshores es deia Psilopsida. Aquesta classificació ja no es fa servir.
Aquesta classe no s'ha de confondre amb l'ús actual del terme Psilotòpsida, referit a una classe de falgueres que viuen actualment que conté només els Psilotaceae i Ophioglossaceae.
Psilophyton que donava nom a la classe, es va veure després que era un traqueòfit més evolucionat que Rhynia  o Horneophyton. Actualment es tendeix a situar a aquest tàxon extint dins dels Eufil·lòfits, al grup dels Trimerofitòfits que es creu que és el grup ancestral d'on han evolucionat tant les falgueres com les plantes amb llavors.